# Проснись, новый человек!
 «Проснись, новый человек!» (яп. 新しい人よ眼ざめよ Атарасий хито ё мэдзамэ ё) — цикл рассказов Кэндзабуро Оэ, состоящий из семи новелл, в которых повседневность жизни писателя с его умственно неполноценным сыном пересекается с миром поэзии Уильяма Блейка, слова ребёнка — со словами поэта. Новеллы были опубликованы с июля 1982 года по июнь 1983 года в литературных журналах «Гундзо», «Синтё», «Бунгэйсюндзю» и «Бунгакукай», а затем весь цикл был издан отдельной книгой издательством «Коданся» и удостоен премии Дзиро Осараги. Произведение переведёно на английский и французский языки. На русский язык переведена новелла «Камнем, камнем сквозь пустоту…» (яп. 落ちる、落ちる、叫びながら……).

## Сюжет
Повествование ведётся от лица писателя K. Исходной точкой становится принятое во время одной из его поездок по Европе решение К выйти наконец из мира произведений Малькольма Лаури (см. цикл «Женщины, слушающие дождевое дерево»), в котором он пребывал всё последнее время, и обратиться к чему-нибудь существенно иному: на железнодорожной станции он спонтанно покупает полное собрание сочинений Уильяма Блейка. Последующее изложение строится вокруг двух главных структурных элементов. Во-первых, это непосредственно поэзия Блейка: в каждой из семи частей воображение К устанавливает связь между одним или несколькими стихотворениями Блейка со своей повседневностью (например, в первой части «Песни невинности / Песни опыта» неожиданное проявление насилия со стороны взрослеющего сына по отношению к своим родным перекликается у К с метаморфозой заблудившегося мальчика у Блейка) и фундаментальными вопросами свободы, смерти, смысла существования; названия работ Блейка вынесены в заголовки новелл Оэ. Во-вторых, это попытка К обеспечить своего сына Иё (яп. イーヨー И:ё:) набором определений, которые бы помогли ему выжить в обществе после неизбежной смерти родителей. Отец и сын начинают с определения слова «нога» и воодушевлённые быстрым успехом пытаются по аналогии, но безрезультатно, справиться с такими понятиями, как страдание, смерть, сон, воображение, насилие, конституция (некоторое время К даже лелеет надежду переписать её понятными Иё словами). Иронизирующий над самим собой Оэ выручает теряющегося в лабиринтах собственных умопостроений К простыми детскими репликами Иё, более чутко воспринимающего реальность. По ходу произведения в мир K и Иё вторгаются социально-политические реалии Японии: ребёнка похищают двое горе-экстремистов; в бассейне, где Иё чуть не утонул во время одного из своих занятий, тренируется возрождённое и карикатурно представленное Оэ «Общество щита» Мисимы; К получает по телефону немые угрозы от психопата с литературными амбициями. Роман заканчивается тем, что Иё в канун своего двадцатилетия, вернувшись после недельного пребывание в общежитии (что являлось частью его школьного образования) сообщает, что уходит из дома. Из дома он в итоге не уходит, но K вынужден признать его взросление и вместо вымышленного Иё, живущего в мире литературных произведений отца, возникает реальный Хикари: К остаётся только прочесть напутствие вступающим в атомный век во взрослую жизнь своим сыновьям, Хикари и Саку, процитировав давший название роману фрагмент вступления Блейка к поэме «Мильтон» (1804—1810).

## Интерпретация
Определяя место романа в своём творчестве, Оэ пишет о том, что это сочинение стало для него этапным в достижении двух основных целей, к которым он шёл до этого более двадцати лет: преодоление традиционного для современной японской литературы жанра эгобеллетристики (сисёсэцу) и разрешение вопроса двойственности (воображение — реальность) своего существования так, чтобы сохранить полноценную жизнь в качестве и писателя, и отца умственно отсталого сына одновременно.